# 福格爾桑貝格山

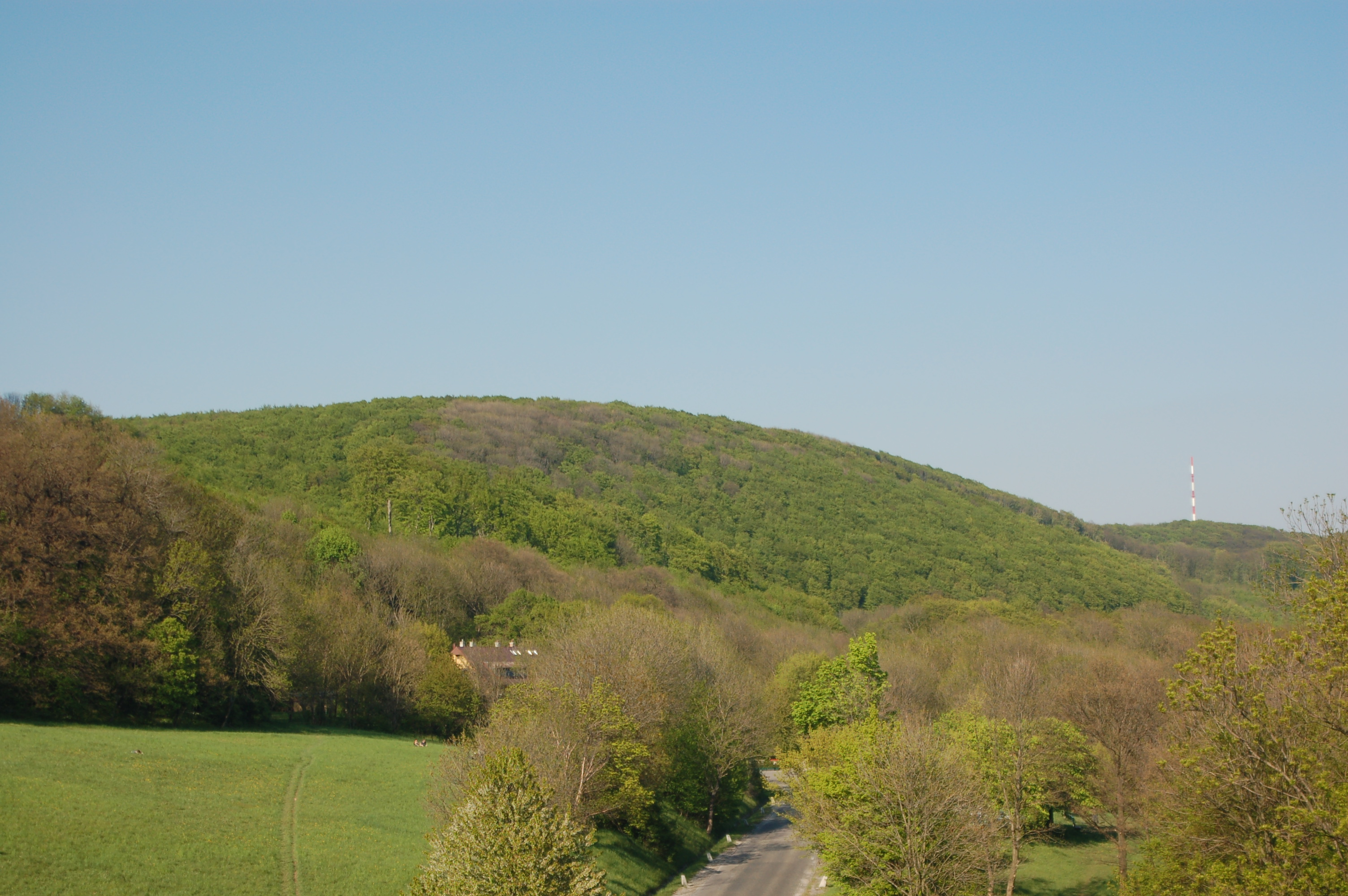

48°16′23″N 16°18′39″E / 48.27306°N 16.31083°E
福格爾桑貝格山（德語：Vogelsangberg），是奧地利的山峰，位於該國東北部，由維也納負責管轄，屬於維也納林山的一部分，距離黑曼斯科格爾山18公里，海拔高度542米。